# Vlag van Loosdrecht

Vlag van de gemeente Loosdrecht
(1988 - 2002)

De vlag van Loosdrecht is op 29 september 1988 bij raadsbesluit vastgesteld als gemeentevlag van de Utrechtse gemeente Loosdrecht. De vlag kan als volgt worden beschreven:
Acht banen van gelijke hoogte van wit en zwart, met over het geheel een allesoversnijdend schuinkruis uitkomende van de hoekpunten aan de broekingzijde, met loodrecht op elkaar staande armen, in twee rijen geschaakt van rood en wit; de zijde van de blokken bedraagt 1/8 van de vlaghoogte.
De kleuren en het ontwerp zijn ontleend aan het gemeentewapen. Het ontwerp was van de Stichting voor Banistiek en Heraldiek.
Op 1 januari 2002 is Loosdrecht opgegaan in de Noord-Hollandse gemeente Wijdemeren. De vlag is daardoor als gemeentevlag komen te vervallen.

## Verwante afbeelding

Het wapen van Loosdrecht

Amerongen 
· Benschop 
· Breukelen 
· Doorn 
· Driebergen-Rijsenburg 
· Harmelen 
· Jutphaas 
· Kamerik 
· Kockengen 
· Leersum 
· Linschoten 
· Loenen 
· Loosdrecht 
· Maarn 
· Maarssen 
· Maartensdijk 
· Mijdrecht 
· Polsbroek 
· Snelrewaard 
· Stoutenburg 
· Vianen 
· Vinkeveen en Waverveen 
· Vleuten-De Meern 
· Vreeswijk 
· Wilnis 
· Zegveld 
· Zuilen